# 忙殺
「忙殺」（原題：Life of the Party）は、アメリカのテレビドラマ『エンジェル』第5シーズンの第5話。睡眠を奪われたローンの物語である。

## ストーリー
ウルフラム&ハートに入ってからローンは不眠不休で働いていた。ハロウィーン・パーティの夜、ハーモニーは一人で盛り上がり、エンジェルとイヴはオフィスでセックスをし、泥酔したガンはいたるところに放尿する。そんなとき、セバシス大公の側近が殺される事件が起きる。セバシスはエンジェルたちを銃で脅し、事件の解決を迫る。そのとき、パーティ会場に事件の犯人である悪のローンが現れる。

## 出演者
※俳優名（役名/声優名）の順。名前の下は役の説明。

### 主演
- デヴィッド・ボレアナズ（エンジェル/堀内賢雄）
- アンディ・ホーレット（ローン）
- アレクシス・デニソフ（ウェスリー・ウィンダム＝プライス/森田順平）
- ジェームズ・マースターズ（スパイク/堀川仁）
- エイミー・アッカー（ウィニフレッド・バークル）
- J・オーガスト・リチャード（チャールズ・ガン）

### ゲスト出演者
- メルセデス・マクナブ（ハーモニー・ケンドール/深水由美）
エンジェルの秘書。
- ジョナサン・M・ウッドワード[1]（ノックス）
- サラ・トンプソン（イヴ）
- リーランド・クルーク（セバシス大公）

### 助演
- ライアン・アルヴァレス（ピー・ピー・デーモン）
- ジム・ブランチェット（デヴリン）
- マイケル・メイズ（アートード）
- T・J・サイン （弁護士）